# Émilie Chedid
Pour les articles homonymes, voir Chedid.
 (mai 2025).
Il peut être nécessaire de l'améliorer pour respecter le principe de neutralité de point de vue. Veuillez consulter la page de discussion pour plus de détails.

 (mars 2018).
Si vous disposez d'ouvrages ou d'articles de référence ou si vous connaissez des sites web de qualité traitant du thème abordé ici, merci de compléter l'article en donnant les références utiles à sa vérifiabilité et en les liant à la section « Notes et références ».
Émilie Chedid, née en 1970, est une réalisatrice, scénariste et illustratrice française. Auteure de documentaires, de captations de concert, de publicités et de clips, elle supervise aussi la direction artistique de scénographie de spectacles, sites web et pochettes d'album.

## Biographie
Née en 1970, Émilie Chedid est la fille du chanteur Louis Chedid et la petite-fille de l'écrivaine et poétesse d'origine syrienne et libanaise Andrée Chedid. Sœur de Matthieu Chedid (-M-), Joseph Chedid (Selim) et Anna Chedid (Nach).
Émilie Chedid réalise ses premiers films à l'âge de 18 ans.[réf. souhaitée]
À l'adolescence, à côté d'un « cursus scolaire chaotique » elle apprend les métiers du dessin et du graphisme. Après avoir appris sur le terrain son métier, en tant qu'assistante mise en scène sur des fictions et films audiovisuels, elle réalise un premier documentaire à l'âge de 20 ans, consacré au dernier artisan chausseur de spectacles. Elle reçoit plusieurs prix pour ses travaux et créations entre 2000 et 2012[réf. nécessaire].
Elle utilise aussi la peinture, le dessin, Photoshop et la photographie pour s'exprimer et préparer ses projets audiovisuels.

## Filmographie

### DVD
- 2001 : Le tour de -M- - Réalisation et conception artistique du DVD et bonus
- 2004 : Les Leçons de musique de -M- et Le Making of -M- / Réalisation et conception artistique du DVD et bonus
- 2004 : Greco à L'Olympia, Juliette Greco / Réalisation et conception artistique du DVD et bonus
- 2005 : Les Leçons de musique : Le Forestier joue Brassens / Réalisation et conception artistique du DVD et bonus
- 2008 : Brocante sonore et autres dingueries, ZicZazou / Réalisation et conception artistique du DVD et bonus
- 2009 : Mister Mystère, Matthieu Chedid / Réalisation et conception artistique du DVD et bonus
- 2015 : 33 tours à la Fabrique, 32 min sur l'enregistrement de l'album de la famille Chedid, Louis, Matthieu, Joseph et Anna Chedid

### Captations de concert
- 2002 : Le Tour de -M-, tournée de -M-. (180 min)
- 2004 : Greco à L'Olympia, Juliette Greco
- 2015 : Louis, Matthieu, Joseph et Anna Chedid à l'Opéra Garnier co-réalisé avec Tristan Carné. (180 min) Diffusion NETFLIX

### Documentaires
- 1990 : Shoes for show,  sur Édouard Clairvoy.
- 1993 : Juliette Gréco,  enregistrement de l'album Vivre dans l'avenir (Rubans rouges et Toiles noires).
- 1996 : Mr. M,  interview court-métrage avec Matthieu Chedid.
- 1997 : Répondez-moi,  sur Louis Chedid.
- 1998 : C'est l'inattendu,  sur Matthieu Chedid.
- 1998 : Temps de chiotte,  sur Alexandre Varlet.
- 2000 : Du Baptême à Je dis aime,  sur Matthieu Chedid.
- 2003 : Souvenir de Galgon,  Prix du meilleur film tourné et monté en 24h.
- 2007 : Zic Zazou, 95 min sur Zic Zazou.
- 2015 :  33 tours à la Fabrique  Enregistrement de l'album Famille Chedid (33 min)
- 2016 : Brassens sur Parole(s) Enregistrement de l'album et teasers avec Audrey Tautou, Pierre Richard, André Dussollier, Karin Viard, Jean-Pierre Darroussin, Michel Fau, Guillaume Gallienne, Michel Bouquet, Catherine Frot, Lionel Abelanski, Roger Dumas, Julie Depardieu, Léa Drucker, François Morel, François Berléand, Valérie Bonneton.
- 2017 :  Elles & Barbara  Enregistrement album / Mercury  + Nombreux teasers chantés par Juliette Armanet, Jeanne Cherhal, Zazie, Louane, Nolwenn Leroy...

## Scénographie / Mise en scène
- 2022  : "Souffle" Concerts dessinés  de Joseph Chedid & Emilie Chedid Festival des Franciscaines / Café de la Danse
- 2019/20 : Vibrations Théâtre - Ecriture et mise en scène (Ateliers théâtre et écriture de Pontmoulin).
- 2018/19 : Entre 2 Pôles Théâtre - Ecriture et mise en scène (Ateliers théâtre et écriture de Pontmoulin).
- 2017/18 :  Les âmes-coeurs  Théâtre - Ecriture et mise en scène (Ateliers théâtre et écriture de Pontmoulin).
- 2013/2014  ÎL tour -M- / Auguri - co-mise en scène du spectacle avec James Thiérrée. Réalisation des directs pour le show.
- 2013 :  SELIM tour  Fabrication des projections vidéos sur scène.

## Direction Artistique
- 2022 : RêValité  -M- / Wagram. Conseillère artistique sur les visuels & costumes, Artwork & Scénographie & jeux mystères Web.
- 2018 :  Lettre Infinie  -M- / Wagram. Conseillère artistique sur les visuels : Artwork & Scénographie.
- 2015  Labo-m.net  Artwork du site internet collaboratif de -M-
- 2012  ÎL  -M- / Barclay- Artwork et site internet